# 1934 في الجزائر
الأحداث من عام  1934 في الجزائر.

## المواليد
- 1 يناير – الأخضر الإبراهيمي – سياسي ودبلوماسي جزائري.
- 28 يناير – زيزة مسيكة – ممرضة ومقاومة جزائرية
- 26 فبراير – محمد لخضر حمينة مخرج جزائري، ممثل وكاتب حوار سينمائي.
- 19 مارس – أبو بكر بلقايد – سياسي جزائري، تقلد عدة مناصب وزارية ما بين 1965 و1992.

- 7 ماي – دغين بن علي المعروف باسمه الثوري العقيد لطفي [1]– مجاهد جزائري في صفوف ثورة التحرير الجزائرية تولى قيادة الولاية الخامسة التاريخية(الغرب)،(تلمسان وهران) حاليا

- 4 سبتمبر – محمد شعباني – عسكري ومجاهد أثناء الثورة الجزائرية برتبة عقيد.
- 28 ديسمبر – زهرة ظريف – حرم الرئيس رابح بيطاط عمِلت عدة سنوات عضوا في مجلس الأمة عاشت الثورة وشاركت في عمليات نفذت في العاصمة لها كتاب «مذكرات امرأة مناضلة» من حرب التحرير الجزائرية باللغة الفرنسية وتُرجم إلى العربية[2]